# Dorocordulia lepida
Dorocordulia lepida – gatunek ważki z rodziny szklarkowatych (Corduliidae). Występuje na terenie Ameryki Północnej – w południowo-wschodniej Kanadzie (stwierdzony w prowincjach Nowy Brunszwik, Nowa Szkocja i Wyspa Księcia Edwarda) oraz północno-wschodnich USA.